# René Derency
René Derency   (Sochaux, 27 de maig de 1925 - Nantes, 18 d'octubre de 1954) fou un jugador de bàsquet francès que va jugar en els anys posteriors a la Segona Guerra Mundial.
El 1948 va prendre part en els Jocs Olímpics de Londres, on guanyà la medalla de plata en la competició de bàsquet. Entre 1948 i 1951 jugà 15 partits amb la selecció francesa. Un accident de cotxe li provocà la mort el 1954.